# كن (لغة)
لغة كن الصينية هي لغة منبثة في إقليم جياڭشي الصيني ومنتشرة في المناطق المحاذية له. يتكلم +20.58 مليون صيني —0.3 بالمئة من سكان العالم— تلك اللغة.